# Рёмё
Рёмё (дат. Rømø) — бывший остров в Северном море у юго-западного побережья полуострова Ютландия. Один из Фризских островов (входит в группу Северо-Фризских островов). Принадлежит Дании, входит в состав муниципалитета Тённер (область Южная Дания). Площадь 128,86 км², население — 715 жителей (на 1 января 2009 года).

## География

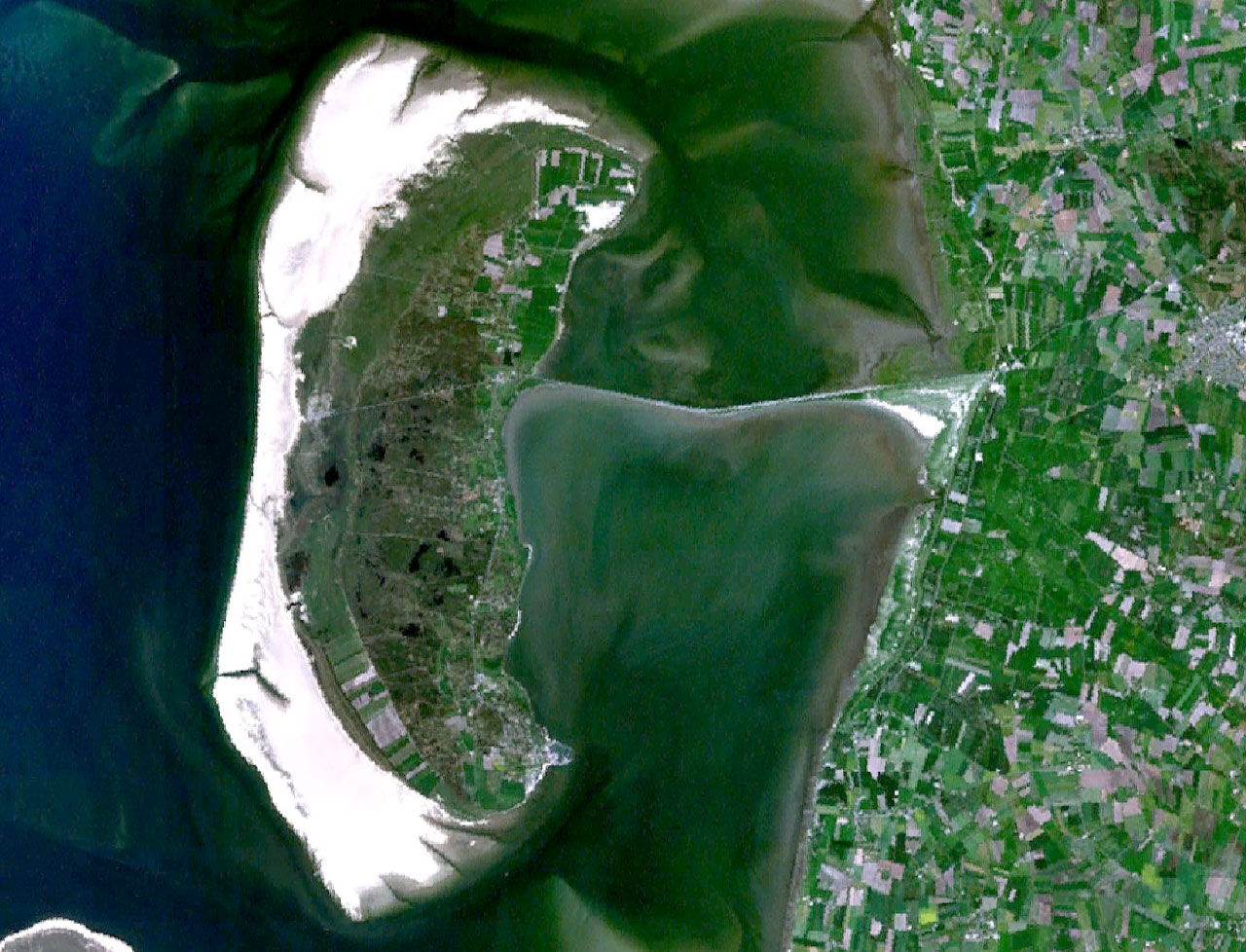
Космический снимок острова

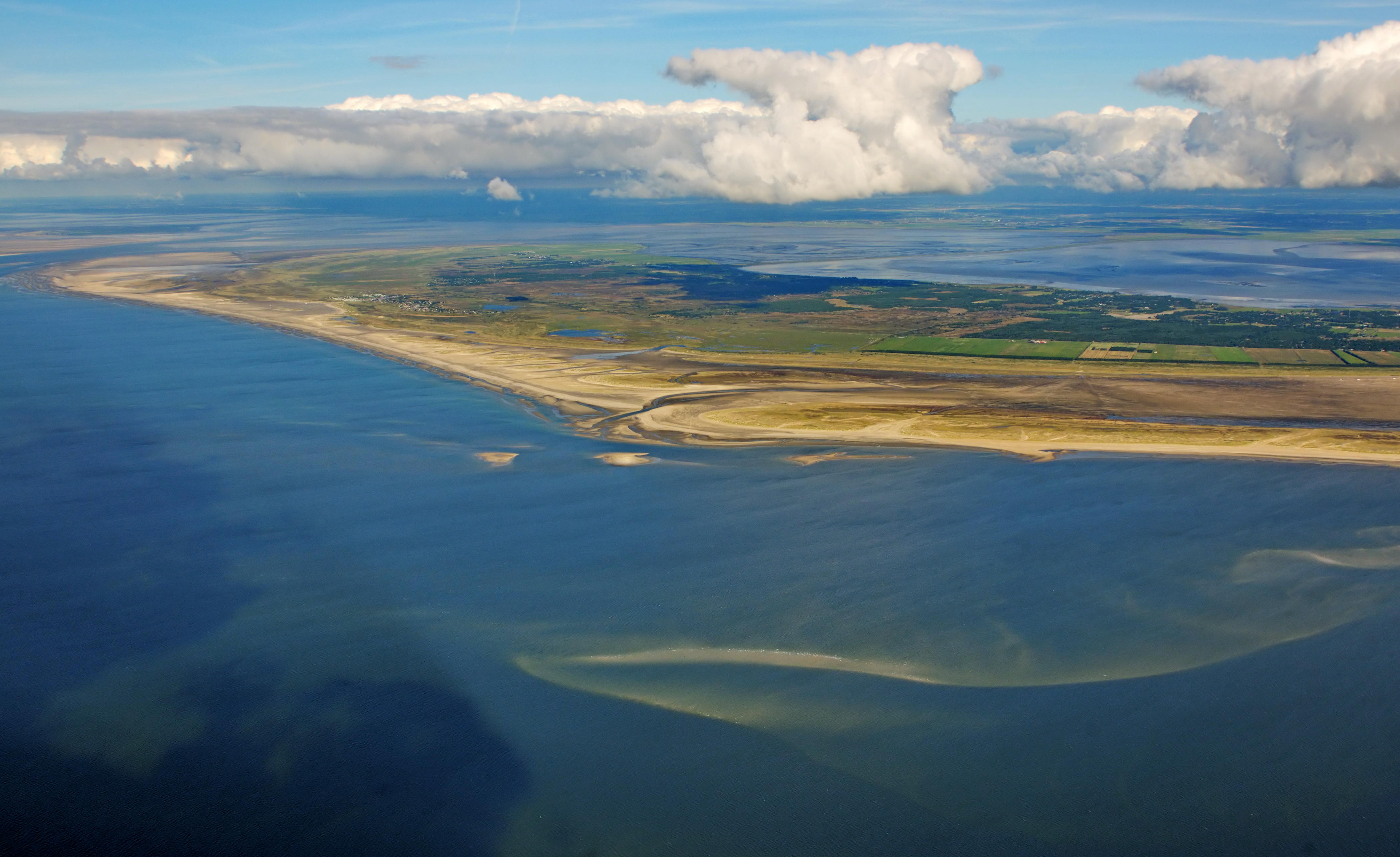
Рёмё

Рёмё в настоящее время является самым южным датским островом у западного побережья Ютландии (ранее существовал небольшой необитаемый остров Йорсанн (дат. Jordsand), ушедший под воду в 1999 году). Остров связан с материком дорогой, пересекающей дамбу. Находится в 3 км от ближайшего немецкого острова Зильт, с ним установлено паромное сообщение. На острове есть несколько мелких населённых пунктов: Конгсмарк (дат. Kongsmark), Эстербю (дат. Østerby), Лакольк (дат. Lakolk), Сённерстранн (дат. Sønderstrand) и др.

## История
В 1864 году по итогам Датской войны перешёл к Пруссии. До 1920 года принадлежал Германии, затем в результате плебисцита вместе с другими территориями перешёл к Дании. Сейчас Рёмё — популярный туристический центр.